# 社會統計學
社會統計學（social statistics）是統計學的應用分支，有系統地蒐集、整理、分析、呈現社會環境中人類行為的數據資料，顯現資料的性質，幫助個人、團體、企業或政府推論未來情況，並做出適當的決策。研究者利用隨機抽樣方法取得母體或樣本資料後，可以發現資料的規律性，藉此進行經驗探究。由於社會統計學的研究對象是人類社會，常以個人為分析單位；因此，在測量尺度上相當重視名義尺度與順序尺度的資料，而不僅止於等距尺度資料。此外，「人類」有主觀意識，容易影響問卷填答與回收，甚至是分析；信度與效度對社會統計學而言是至為重要的問題。